# Bernard Lalande
Bernard Lalande  (* 1912; † 22. Mai 2009) war ein französischer Schriftsteller und Französist.

## Leben und Werk
Lalande bestand 1939 die Agrégation im Fach Lettres. Er trat mit fünf Bänden eigener Prosa hervor, gab zehn Texte in der Reihe Classiques Larousse heraus und publizierte Analysen moderner französischer Romane für den Schul- und Universitätsgebrauch.

## Werke

### Belletristik
- (Bernard Calmont) Deux places debout. Roman, Paris, Seuil, 1960.
- Légende de plomb. Roman, Paris, Mercure de France, 1989.
- Femme sans crinoline. Roman, Pantin, Le Temps des cerises, 1998.
- Un dandy d'aujourd'hui et quelques autres. Récits, Pantin, Le Temps des cerises, 1999.
- L'odeur de Marthe, Nice, Bénévent, 2003.

### Romanistik
- Samuel Beckett, "En attendant Godot". Analyse critique, Paris, Hatier, 1970, 1975, 1992, 1995, 1997; Frankfurt am Main, Diesterweg, 1984.
- Michel Butor, La modification. Analyse critique, Paris, Hatier, 1972, 1993.
- Céline, "Voyage au bout de la nuit". Analyse critique, Paris, Hatier, 1976, 1978, 1980, 1987, 1991, 1995, 2000, 2008.

### Herausgebertätigkeit
- Charles-Augustin Sainte-Beuve, Volupté, Paris, Larousse, 1951.
- Charles-Augustin Sainte-Beuve, Causeries du lundi. Extraits, 3 Bde., Paris, Larousse, 1953.
  - La méthode critique
  - Les écrivains classiques
  - Les contemporains de Sainte-Beuve
- Charles-Augustin Sainte-Beuve, Chateaubriand et son groupe littéraire sous l'Empire. Extraits, Paris, Larousse, 1953.
- Ernest Renan, L'avenir de la science. Pensées de 1848. Extraits. Dialogues et fragments philosophiques. Extraits,  Paris, Larousse, 1954.
- Ernest Renan, Souvenirs d'enfance et de jeunesse. Ma soeur Henriette. Feuilles détachées, faisant suite aux "Souvenirs d'enfance et de jeunesse". Extraits, Paris, Larousse, 1955.
- Charles Nodier, Contes choisis. Extraits, Paris, Larousse, 1960.
- Racine, Andromaque. Tragédie, Paris, Larousse, 1964, 1965, 1970.
- Alfred de Musset, Poésies, Paris, Larousse, 1973